# نقش بعلشام
نقش بعلشم هو نقش فينيقي عثر عليه عام 1860-1861 في أم العمد، لبنان، وهو النقش الأطول من بين ثلاثة نقوش عثر عليهن هناك خلال بعثة إرنست رينان إلى فينيسيا. عثر على النقوش الثلاثة على الجانب الشمالي من التل. عثر على هذا النقش في أساسات أحد المنازل المهدمة التي تغطي التل.
النقش موجود على لوح من المرمر بأبعاد 32 × 29 سم. الكتابة ليست محفورة بعمق ولا تعتبر ذات طابع ضخم؛ وقد عثر عليها سليمة تقريباً باستثناء البداية المكونة من ثمانية أحرف، والتي تمكن العلماء من إعادة بنائها جزئياً من الآثار الموجودة وجزئياً من محتوى النقش.
يُعرف النقش باسم (KAI 18) أو (CIS I 7). وهي معروضة اليوم في متحف اللوفر برقم المعرف AO 4831.

## النقش

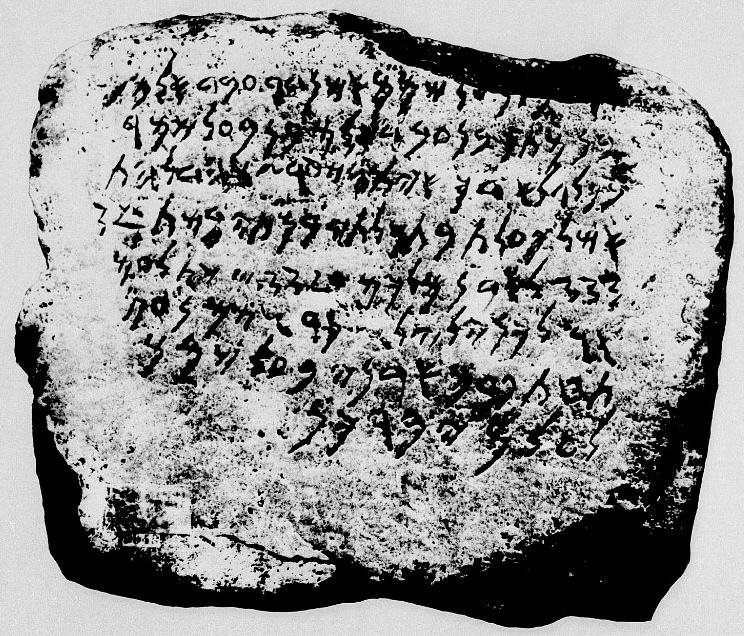
نقش بعلشميم في بعثة دي فينيسيا

تُقرأ الحروف الفينيقية من اليمين إلى اليسار؛ تشير الأحرف الموجودة بين القوسين إلى وجود فجوة مملوءة:
(1) 𐤋𐤀𐤃𐤍 𐤋𐤁𐤏𐤋𐤔𐤌𐤌 𐤀𐤔 𐤍𐤃𐤓 𐤏𐤁𐤃𐤀𐤋𐤌
L’DN L]B‘L-ŠMM ’Š NDR ‘BD’LM
(هذا النصب مخصص) للرب، بعل الصميم ("رب السماوات":إله العاصفة)! والذي نذر (النصب) (كان) عبدالعليم
(2) 𐤁𐤍 𐤌𐤕𐤍 𐤁𐤍 𐤏𐤁𐤃𐤀𐤋𐤌 𐤁𐤍 𐤁𐤏𐤋𐤔𐤌𐤓 BN MTN BN ‘BD’LM BN B‘LŠMR
بن ميتون بن عبد العليم بن بعل سمور
(3) 𐤁𐤐𐤋𐤍 𐤋𐤀𐤃𐤊 𐤀𐤉𐤕 𐤄𐤔𐤏𐤓 𐤆 𐤅𐤄𐤃𐤋𐤄𐤕 BPLG L’DK ’YT HŠ‘R Z WHDLHT
من قضاء لاودكية (بيروت). هذه البوابة والأبواب
(4) 𐤀𐤔 𐤋 𐤐𐤏𐤋𐤕 𐤁𐤕𐤊𐤋𐤕𐤉 𐤁𐤍𐤕𐤉 𐤁𐤔𐤕 𐤙𐤘 ’Š L P‘LT BTKLTY BNTY BŠT 120(+)
التي صنعتها لها، بنيتها على نفقتي الخاصة سنة 180
(5) 𐤘𐤘𐤘 𐤋𐤀𐤃𐤍 𐤌𐤋𐤊𐤌 𐤙𐤘𐤘𐤖𐤖𐤖 𐤔𐤕 𐤋𐤏𐤌 (+)60 L’DN MLKM 143 ŠT L‘M
لرب الملوك سنة 143 من أهل
(6) 𐤑𐤓 𐤋𐤊𐤍𐤉 𐤋𐤉 𐤋𐤎𐤊𐤓 𐤅𐤔𐤌 𐤍𐤏𐤌 ṢR LKNY LY LSKR WŠM N‘M
صور، لكي تكون لي تذكارًا و(نصبًا) لاسمي الطيب
(7) 𐤕𐤇𐤕 𐤐𐤏𐤌 𐤀𐤃𐤍𐤉 𐤁𐤏𐤋𐤔𐤌𐤌 TḤT P‘M ’DNY B‘L-ŠMM
تحت قدمي (أي إظهار الولاء) سيدي بعل الصميم
(8) 𐤋𐤏𐤋𐤌 𐤉𐤁𐤓𐤊𐤍 L‘LM YBRKN
ليباركني إلى الأبد!
استخدم لقب "سيد الملوك" في السطر 5 ('د.ن. ملككم، 'adōn malkîm) من قبل البطالمة الذين حكموا مصر كفراعنة منذ 305 قبل الميلاد.  وهذا من شأنه أن يشير إلى عام 125 قبل الميلاد كتاريخ للنقش.  هناك تاريخ مختلف قليلاً، 132 قبل الميلاد، يتبع تاريخ "أهل صور"، والذي يُحسب من عام 275 قبل الميلاد عندما تخلت المدينة عن مفهوم الملكية وأصبحت بدلاً من ذلك جمهورية. وإذا حسب عهد بطليموس الأول من معركة غزة عام 312 قبل الميلاد، فإن كلا التاريخين متفقان.